# Suisse gallo-romaine
La Suisse gallo-romaine couvre l'histoire des différentes cultures peuplant le territoire de la Suisse actuelle pendant la période allant de la guerre des Gaules menée par Jules César jusqu'à l'assassinat du général Aetius en 454 et le repli des troupes romaines vers l'Italie, marquant l'entrée du territoire dans le Haut Moyen Âge.
La première mention des Helvètes, population gauloise localisée sur le plateau suisse, est le fait de Jules César, alors proconsul de la Gaule narbonnaise, qui décrit leur projet d'émigration en direction de l'ouest de la France actuelle. Ce mouvement est stoppé par les troupes romaines lors de la bataille de Bibracte qui forcent les Helvètes à retourner sur leur territoire pour défendre la frontière du Rhin contre les invasions des Germains. Progressivement, les Romains vont s'installer sur le territoire actuel de la Suisse en créant successivement des colonies à Julia Equestris, à Augusta Raurica, à Aventicum (qui deviendra la principale ville du pays), puis à Octodurum. Au Ier siècle, la bordure nord du Rhin est une zone frontalière stratégiquement importante de l'empire romain : elle est occupée militairement et garnie de camps militaires permanents qui sont démantelés lors de l'extension maximale de l'empire au IIIe siècle, qui correspond à une période de prospérité économique et de développement pour la région. À cette même époque, le christianisme se répand progressivement sur le territoire avec l'apparition des premières églises entre 350 et 400.
Dès la fin du IIIe siècle, des incursions barbares des Alamans (ou Alémans) en Germanie puis sur le territoire suisse ramènent progressivement la frontière sur le Rhin, le long duquel les lignes défensives (forteresses et tours de guet) sont reconstruites. Progressivement, dès 401, les troupes romaines quittent le Rhin pour gagner le sud des Alpes, abandonnant ainsi définitivement le territoire de la Suisse aux Burgondes et aux Alamans.

## Histoire de la Suisse gallo-romaine

### Répartition géographique et migrations

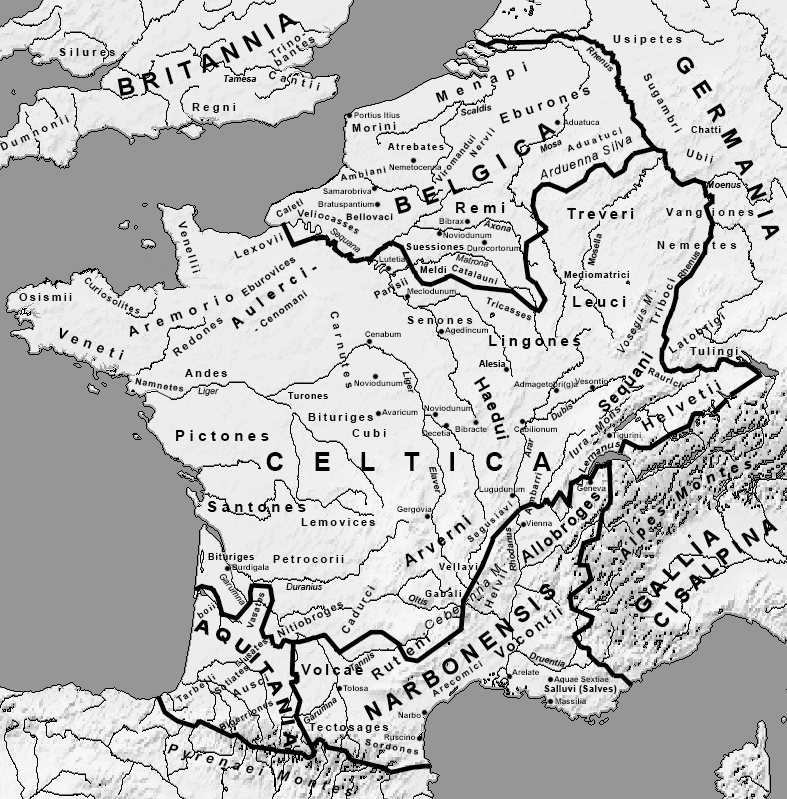
Carte des populations celtes d'Europe de l'Ouest.

Au Ier siècle av. J.-C., le territoire de la Suisse actuelle abrite une grande diversité culturelle : si la plupart des populations sont celtes, les Ubères et les Rhètes, qui occupent respectivement le Haut-Valais et les Grisons, ainsi que les Lépontiens peuplant le Tessin, viennent de souches différentes. Les tribus celtes identifiées de cette époque sont les Rauraques dans la région bâloise, les Séquanes à l'ouest du Jura, les Allobroges dans la région de Genève, les Nantuates dans le Chablais vaudois et le Bas-Valais jusqu'à Saint-Maurice, les Véragres dans la région de Martigny et les Sédunes dans celle de Sion.
À la suite de la migration de la tribu germanique des Cimbres qui quitte le Jutland vers -115 en direction du sud et de celle des Teutons qui les rejoignent quelques années plus tard, la plus grande partie du plateau suisse est occupée à partir de 100 av. J.-C. environ par les cinq tribus des Helvètes qui sont mentionnées pour la première fois par l'historien latin Tacite. Les Helvètes sont surtout décrits par Jules César  qui, s'il n'a jamais pénétré en territoire helvète, décrit celui-ci dans ses Commentaires sur la guerre des Gaules comme étant délimité « d'un côté par le Rhin [...], d'un autre par le Jura [...] et du troisième par le Léman et le Rhône ».
Poussés par les Cimbres, la tribu helvète des Tigurins descend la vallée du Rhône sous le commandement du jeune chef Divico. Arrivés au bord de la Garonne, ils affrontent et défont en -107 à la bataille d'Agen, une armée romaine dont les soldats survivants doivent ensuite passer sous le joug en signe de défaite. En réaction, Rome envoie une nouvelle armée commandée par Caius Marius qui rattrape les germains en -102 et les extermine presque lors de la bataille d'Aix ; les Tigurins s'étaient retirés du conflit avant les grandes défaites et se fixent dans la région d'Avenches.

### Guerre des Gaules
En 58 av. J.-C., 368 000 Helvètes accompagnés de Rauraques quittent leur territoire après avoir brûlé leurs villes, estimées à une douzaine mais jamais identifiées et se mettent en route en direction de la Saintonge, poussés par leur chef Orgétorix et emportant avec eux de la farine pour trois mois. Différentes raisons sont données à cette migration, parmi lesquelles la pression constante des peuplades germaniques, le manque de place disponible ou les souvenirs positifs que les participants au voyage précédent gardaient du climat du sud. Les émigrants se présentent en mars -58 dans les environs de Genava, dernier oppidum des Allobroges récemment conquis par les Romains.
Jules César, alors proconsul de la Gaule narbonnaise, parvient à les précéder à Genève où il coupe l'unique pont permettant de franchir le Rhône. Il oblige ainsi les Helvètes à effectuer un large détour par le Jura pour rejoindre la Saône. Ils sont rejoints par les légions romaines qui attaquent victorieusement l'arrière-garde de l'armée émigrante, constituée par la tribu des Tigurins. Le chef helvète Divico tente de négocier avec César, mais sans succès ; la guerre, devenue inévitable, se joue notamment lors de la bataille de Bibracte. Victorieux, César lie les Helvètes par un fœdus et les renvoie sur leur ancien territoire pour empêcher les tribus germaniques habitant de l'autre côté du Rhin de s'y installer, tout en ordonnant aux Allobroges de les ravitailler en blé pour le voyage de retour. Revenus sur leurs terres, les Helvètes vont rebâtir les oppidums de Berne, Yverdon-les-Bains, Zurich ou Windisch entre autres.
L'accord passé ne sera cependant respecté que quelques années par les Helvètes. En effet, en 52 av. J.-C., près de 8 000 d'entre eux sont réquisitionnés lors du soulèvement Gaulois mené par Vercingétorix, contre les Romains qui se terminera par la défaite gauloise lors du siège d'Alésia. Les Helvètes ne sont pas punis à la suite de cette insurrection, mais à nouveau renvoyés sur leur territoire, qui est ensuite progressivement colonisé et incorporé dans l'Empire romain.

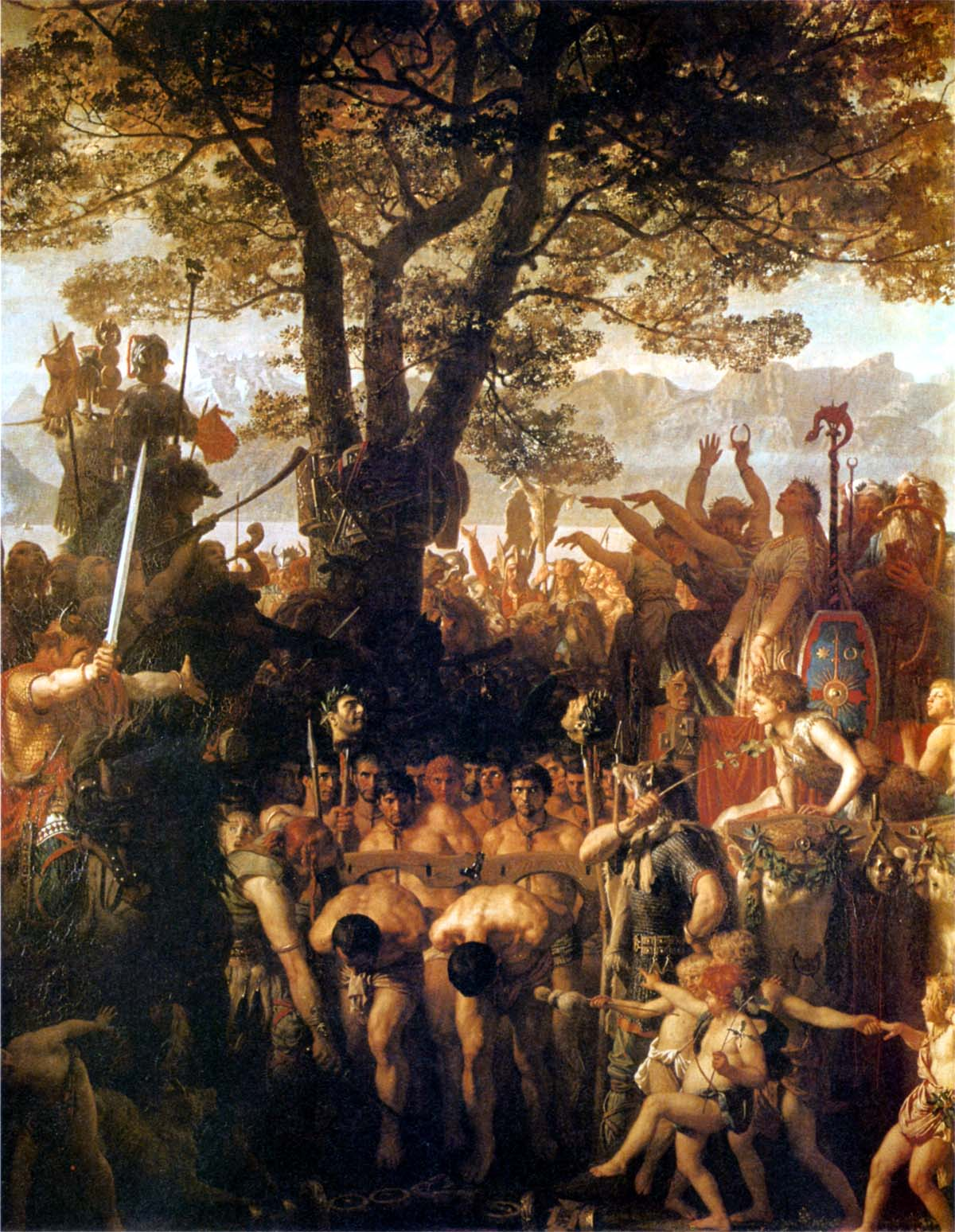
Les Romains passant sous le joug, tableau de Charles Gleyre

Ce n'est qu'au XIXe siècle que la Suisse va redécouvrir les Helvètes qui vont être progressivement incorporés à l'imagerie populaire des ancêtres fondateurs de la nation, que cela soit dans la peinture avec, par exemple, le tableau de Charles Gleyre commémorant la victoire helvète sur les Romains en 107 av. J.-C. ou celui de Karl Jauslin représentant le chef helvète Divico et Jules César sur la Saône, ainsi que dans les évocations historiques, très à la mode dans la seconde moitié du siècle.
Le terme d’helvète sera par la suite parfois utilisé comme synonyme de suisse : par exemple le « corps helvétique » (Corpus helveticum en latin), l’Helvetia ou la Confédération helvétique pour désigner la Confédération suisse (Confoederation helvetica en latin) ou la « République helvétique », choix littéraire qui néglige les autres peuples celtes ou autres, ayant habité sur le territoire de la Suisse actuelle.

### Impact territorial de la guerre des Gaules
Bien qu'occupant une position stratégique centrale, le territoire de la Suisse actuelle n'est que très peu touché par les différentes campagnes gauloises de César : seules la rive gauche de Genève en 58 et l'Ajoie, peuplée par les Séquanes qui sont soumis en 50 av. J.-C. sont conquises. Cependant, en 57 av. J.-C., la XIIe légion romaine sous le commandement de Servius Galba est envoyée dans la région de Martigny pour y contrôler l'accès au col du Grand-Saint-Bernard « où les marchands ne circulaient jusque-là qu'au prix de grand dangers et en payant de lourds péages ». Les peuples autochtones vont profiter de l'hiver pour attaquer la légion stationnée qui va devoir battre en retraite sur Genève.
Dans les premières années de notre ère, le territoire actuel de la Suisse est réparti par l'empereur Auguste sur quatre provinces : Genève et ses environs restent dans la Gaule narbonnaise, le Valais et le Tessin sont attribués à la Gaule cisalpine, la Suisse orientale et les Grisons rejoignent la province de Rhétie ; le reste du territoire, à savoir l'ensemble du Plateau du Léman au lac de Constance devient un territoire appelé « Germania superior » et dépendant de la province de Gaule belgique.

### Empire romain

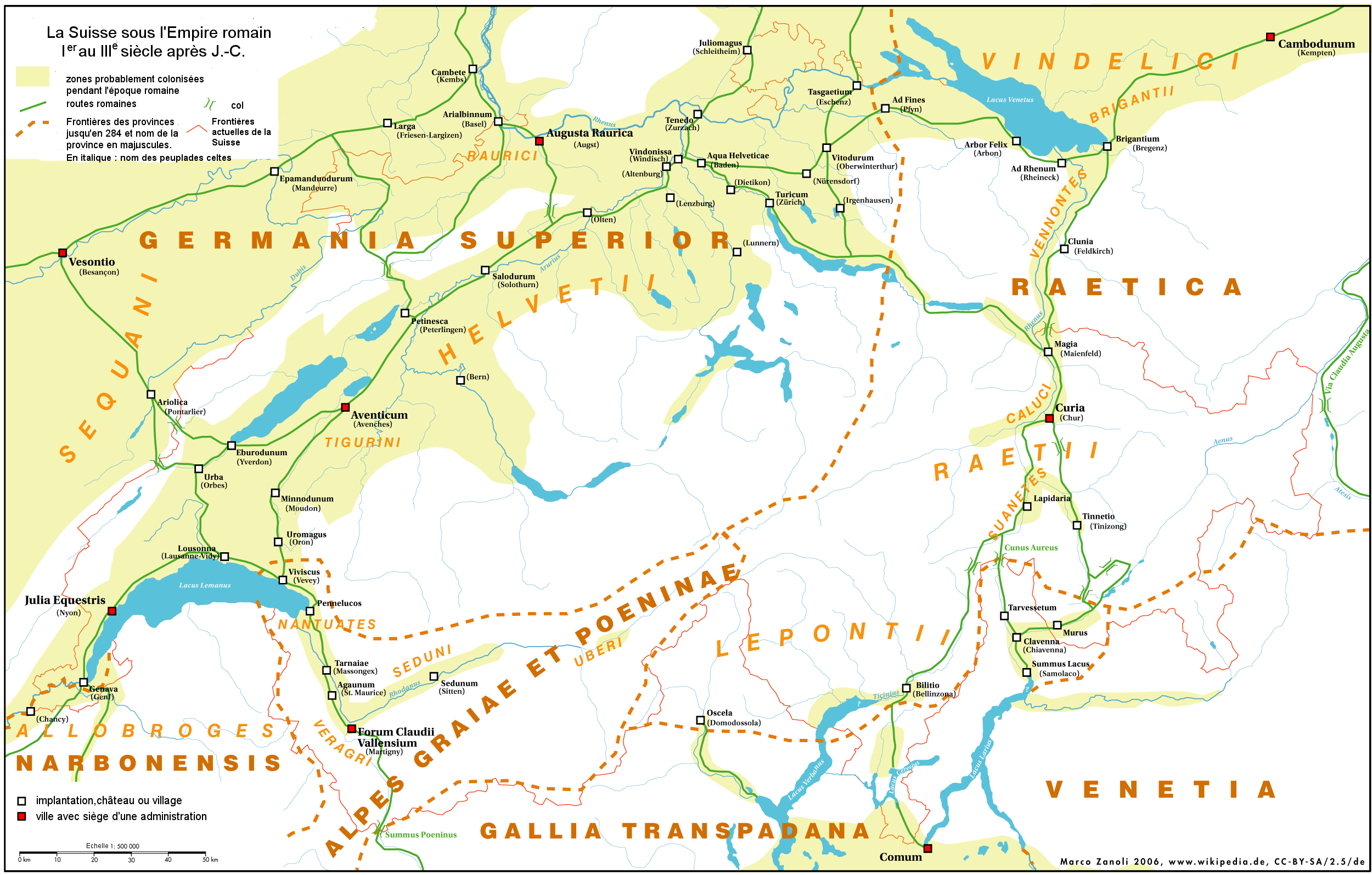
Carte du territoire helvète sous domination romaine

Jules César ne fait pas vraiment confiance aux Helvètes, et il installe sur leur territoire une colonie appelée Colonia Julia Equestris, basée à Nyon et s'étendant d'Aubonne à l'est jusqu'au Rhône, sur l'ensemble des terres allant du Jura au Léman. Cette colonie est remise à des vétérans de l'une des légions de cavalerie, la legio X equestris, d'où son nom. Parallèlement, César demande à l'un de ses lieutenants, Lucius Munatius Plancus, de créer une seconde colonie sur le territoire des Rauraques dans le but de bloquer le passage entre le Rhin et le Jura. Cette colonie sera, sous Auguste, nommée Colonia Augusta Raurica et également confiée à des vétérans qui vont ainsi progressivement commencer la romanisation du territoire, alors rattaché à la province romaine de Gaule belgique. Toujours sous Auguste, une importante campagne militaire envoyée à la conquête des Alpes entre 25 et 7 av. J.-C. va permettre aux Romains de se rendre maîtres du Valais actuel qui est rattaché à la nouvelle province des Alpes Grées et Pennines, tout comme la colonie nouvellement fondée de Augusta Praetoria qui deviendra par la suite Aoste de l'autre côté des Alpes.
Dès la fin de la campagne des Alpes, l'empereur Auguste initie une nouvelle phase de conquête en préparant l'invasion de la Germanie par plusieurs axes, dont l'un, à partir du Rhin supérieur, devait passer par Zurzach en direction de la Baar comme en témoignent les restes du camp militaire datant de -12 découverts en face de Zurzach.
La route du col du Grand-Saint-Bernard, alors appelé Jupiter Mons, traduit plus tard en Mont-Joux, est carrossée sous l'empereur Claude Ier et l'ancienne cité d’Octodurus (Martigny) est reconstruite sous le nom de Forum Claudii Vallensium.
Lorsque l'empereur Tibère rappelle le général Germanicus en 14 et met ainsi un terme à la campagne contre la Germanie, il fait également installer une légion sur le territoire helvète, marquant ainsi l'intégration de l'ensemble des terres au sud du Rhin à l'Empire romain. Cette période romaine, qui va durer du Ier siècle av. J.-C. au IVe siècle, va transformer la Civitas Helvetiorum et ses habitants qui vont, en l'espace de deux générations, profondément changer leur mentalité et leur culture, principalement grâce à l'amélioration des voies de communication et à l'arrivée de citoyens romains qui apportent avec eux leur mode de vie que les élites locales vont vouloir imiter.

#### Révolte de 69
Selon l'historien Tacite, la révolte éclate en 69, dans le contexte troublé de « l'année des quatre empereurs ». Les Helvètes, excédés par le comportement de la XXIe légion romaine (dont le nom de legio XXI Rapax témoigne de l'avidité) qui s'est emparée de fonds destinés à l'entretien d'une garnison. En guise de rétorsion, les Helvètes retiennent quelques soldats en prison. C'est l'occasion qu'attendait le général Alienus Caecina, au service de Vitellius, lui-même engagé dans une lutte pour le pouvoir suprême contre Othon. Caecina lève aussitôt le camp, se met à ravager les campagnes et pille Aquae Helveticae. « Les Helvètes, arrogants avant l'épreuve de force, et, dans le danger, tremblants, bien qu'ils eussent, au début de l'alerte, choisi pour chef Claudius Severus, ne connaissaient rien aux armes, ne respectaient pas les rangs, ne formaient pas un plan de concert. » L'intervention romaine est massive, appuyée par des Rhètes, des Thraces et des Germains. Pris en tenaille, les Helvètes se font massacrer par milliers lors d'une bataille dans la région de Baden. Alors que les Romains s'apprêtent à détruire la ville d'Aventicum, ils parviennent in extremis à intercéder pour sauver leur capitale. Considéré comme l'instigateur de la révolte, Julius Alpinus, un des premiers citoyens, est supplicié, mais la ville est épargnée. Des milliers d'Helvètes sont cependant réduits en esclavage. Pendant quelque temps, le sort des Helvètes en tant que nation est en jeu. Les soldats réclament leur anéantissement et le nouvel imperator Vitellius ne semble pas y être opposé ; mais les Helvètes sont finalement sauvés par l'éloquence de Claudius Cossus, l'un de leurs envoyés.
L'intégration et la romanisation s'accélèrent dès le règne de l'empereur Vespasien, grâce à la mise en place d'une politique donnant des avantages aux notables locaux, particulièrement dans les vici, des agglomérations accédant à une certaine autonomie municipale telles que Eburdunum (Yverdon-les-Bains), Lousonna (Lausanne), Minnodunum (Moudon) ou Solodurum (Soleure), ainsi que dans les troupes chargées de la défense de l'empire. Les troupes profitent à l'économie locale, qui fournit aux légions les matières premières ainsi que le ravitaillement dont elles ont besoin. Parallèlement, les soldats dépensent leur solde dans les faubourgs organisés autour des camps et les ateliers de la troupe produisent différents biens et équipements qui se retrouvent par la suite sur l'ensemble du plateau.
À partir de 89, le territoire helvète est rattaché à la province de Germanie supérieure dont la capitale est l'actuelle Mayence, alors que le sud-est du territoire, occupé de nos jours par les cantons des Grisons et du Tessin, fait partie de la Rhétie, conquise en -15.

#### Pax Romana
Entre le IIe siècle et le IIIe siècle, la Pax Romana règne sur l'empire, les frontières ayant reculé vers le nord et le Rhin n'étant plus une zone frontalière ; les camps fortifiés sont progressivement abandonnés par la troupe dès 101 pour se transformer, dans certains cas, en petites agglomérations civiles de quelques milliers d'habitants comme dans le cas de Vindonissa (aujourd'hui Windisch, dans le canton d'Argovie), où une garnison fortifiée garnie d'une légion avait été installée entre 16 et 17 apr. J.-C., non loin de la jonction entre l'Aar et la Reuss et au carrefour des deux routes principales qui traversent le pays Pendant cette même période, des Rhètes, des Rauriques et des Helvètes sont intégrés dans différentes troupes de l'empire et en particulier dans les unités de cavalerie (alea).

### Premières incursions barbares

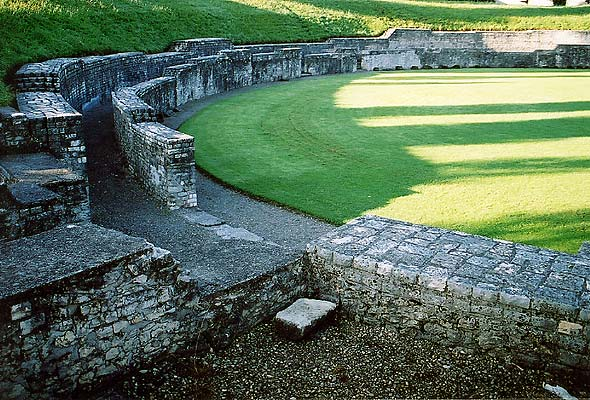
Ruines du théâtre du camp de Vindonissa.

Dès la fin du IIIe siècle, ce que l'historien Edward Gibbon nommait l'âge d'or de l'humanité va prendre fin, en particulier à la suite des premières incursions barbares des Alamans (ou Alémans) en Germanie puis en territoire suisse, notamment en 260 où les villes sont pillées et de nombreux vici détruits. Pendant la même période, une peste venue d'Éthiopie et qui tue des dizaines de milliers de personnes s'abat sur l'Empire entre 249 et 251, suivie par un tremblement de terre qui ravage Augusta Raurica et la région attenante ; signe révélateur de temps troublés, plusieurs trésors enterrés durant cette période ont été mis au jour dans la région d'Augst : de la vaisselle et des statues accompagnent des dépôts de monnaie dont les pièces les plus tardives ont été frappées dans les années précédant immédiatement l'an 260.
Avenches, en particulier, ne se remettra pas de ces pillages. Environ un siècle plus tard, Ammien Marcellin visite la ville « qui était jadis fort illustre, comme l'attestent aujourd'hui ses édifices à moitié ruinés. » ; dans plusieurs cas, les populations abandonnent leurs villages impossibles à défendre et se réfugient sur des collines ou derrière des murailles, comme c'est le cas par exemple à Genève, Lausanne ou Yverdon. La grande offensive des Alamans prend fin à la suite d'une bataille défensive livrée en 260 dans la région actuelle de Saint-Maurice, comme en témoignent deux inscriptions retrouvées sur une tombe et sur un monument triomphal érigé au-dessus de la colline de Saint-Léonard, près de Sion.
Progressivement, et malgré les victoires des empereurs Probus en 281 et Julien en 357 qui repoussent les Germains « au-delà du Neckar et de l'Alb (de) », la frontière de l'Empire revient sur le Rhin, le long duquel les empereurs successifs du IVe siècle font construire des lignes défensives (forteresses appelées castra et tours de guet) et réactivent le camp militaire de Vindonissa. Dans le même temps, sous l'empereur Dioclétien, une réorganisation des provinces romaines réunit le pays des Rauraques et celui des Helvètes dans la province Maxima Sequanorum (ou Séquanaise).
Dès 401, la population romaine inquiète migre vers le sud en abandonnant les villes de Nyon, dont les pierres des monuments servent à l'édification des murailles de Genève, puis d'Augusta Raurica, pour cette dernière en faveur de Bâle. La Rhétie est également prise par les peuples germaniques, seules de petites enclaves de romanisation persisteront, en particulier autour de Coire d'où vient le Rätoromanisch (littéralement « roman de la Rhétie » en allemand), une langue romane. En 443, le général romain Aetius déplace le peuple des Burgondes (qu'il avait préalablement décimé en 436) sur le plateau suisse pour l'utiliser comme rempart contre les barbares avant d'affronter Attila en 451. Son assassinat en 454 marque le retrait des troupes sur le sud des Alpes, marquant ainsi la fin de l'occupation romaine du territoire suisse et son abandon aux peuples germaniques dits « fédérés », à savoir les Burgondes et les Alamans.

## Urbanisation

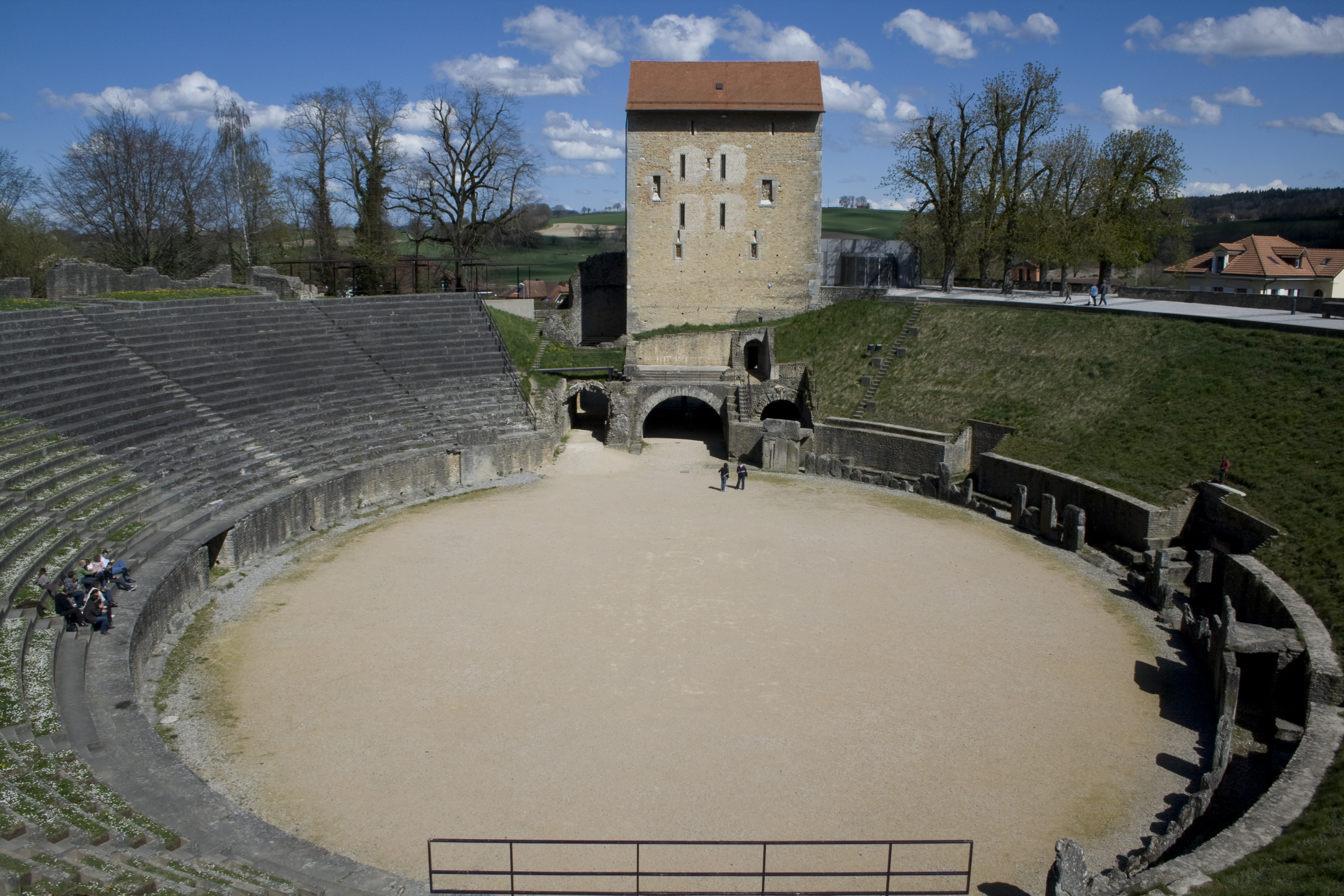
L'amphithéâtre d'Avenches.

Comme dans la plupart des nouveaux territoires conquis, les Romains vont ouvrir plusieurs chantiers visant à créer des centres urbains, soit en transformant des agglomérations modestes existantes, soit ex nihilo. Ces centres urbains, organisés comme la ville de Rome, sont caractérisés par leur plan en damier et leur découpage en deux axes principaux, dont le forum marque le centre.
Outre les villes, de nombreux vici (villages ou hameaux) se développent, souvent autour d'une villa rustica utilisée comme centre d'exploitation agricole et appartenant aux hauts fonctionnaires ou aux vétérans de l'armée qui y installent tout le confort et les éléments de décoration correspondant à ce standing dans la région de Rome, comme en témoignent les bains, canalisations, statues ou mosaïques découverts à la suite de fouilles. Plusieurs villae rusticae ont encore des vestiges visitables comme celles d'Orbe-Boscéaz, de Vallon, de Pully ou encore de Zofingue.  Dans la plupart des cas, le développement des différents vici semble avoir été relativement anarchique, sans plan général comme c'est généralement le cas pour les villes.
Enfin, plusieurs établissements militaires, dont le camp légionnaire de Vindonissa, sont construits sur la base d'un plan de base standard tout en y apportant des déviations dues au terrain ou aux besoins locaux : la structure rectangulaire théorique coupée par deux axes de communications perpendiculaires prend, dans le cas de Vindonissa, la forme approximative d'un heptagone contenant l'ensemble des bâtiments nécessaires à la vie militaire.

### Aventicum
Aventicum (actuel Avenches), dont le nom vient de la déesse celte Dea Aventia, est créée probablement sous le règne d'Auguste. Le plus ancien vestige daté avec certitude est le quai du port sur le lac de Morat en 5 apr. J.-C. La ville se développe sous Tibère et devient officiellement la caput (capitale) de l'Helvétie au début du IIe siècle selon Tacite. Avenches connait ensuite un important développement dû à la fois à sa situation géographique et à l'aide matérielle que lui offre l'empereur Titus qui, tout comme son père l'empereur Vespasien, y a vécu pendant les premières années de sa vie. En 73, Avenches devient une colonie sous le nom de Colonia Pia Flavia Constans Emerita Helbetiorum Foederata (littéralement colonie pieuse, flavienne, constante, avec des vétérans, des Helvètes, fédérée) entourée d'une muraille de 5,5 kilomètres de long flanquée de 73 tours et reliée par un canal de 800 mètres de long et de sept mètres de large au port.

### Augusta Raurica

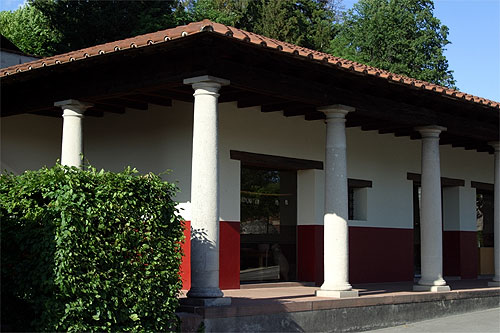
Reconstitution de maison romaine à Augusta Raurica.

Augusta Raurica (près de l'actuel village d'Augst, dans le canton de Bâle-Campagne) est construite sous Auguste entre 20 et 50 apr. J.-C., sur les restes d'une première colonie fondée en 44 av. J.-C. Tout comme Aventicum, la cité possède un forum, un théâtre, des temples (dont celui de Schönbühl, le premier, a été construit vers 60-70), des thermes et un amphithéâtre. À son apogée vers l'an 200, la cité abrite environ 20 000 habitants, soit un peu plus qu'Avenches. À cette période, la ville est le lieu de transit quasi obligé pour la totalité des biens et des personnes voyageant sur le Rhin.

### Colonia Julia Equestris

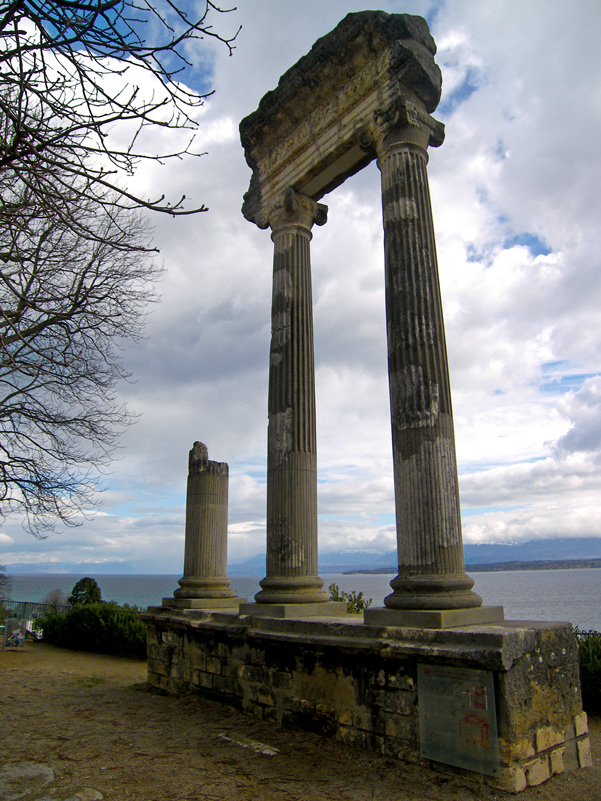
Colonne romaine à Nyon.

La Colonia Julia Equestris (aujourd'hui Nyon) est fondée par Jules César en 44 av. J.-C. sur une colline naturelle qui surplombe le Léman. Appelée Noviodunum (Nouvelle forteresse) par les indigènes, la colonie comprend  une basilique, un marché, des bains, un amphithéâtre et un forum, centre de la vie politique, sociale et économique de la cité. Plus à l'extérieur, plusieurs villae s'élèvent alors qu'un quartier artisanal se développe au sud-ouest et un port à l'emplacement de l'actuel quartier de Rive.

### Forum Claudii Vallensium
L'ancienne cité d’Octodurus, devenue Forum Claudii Vallensium (aujourd'hui Martigny) après l'ouverture de la route du col, devient la capitale du Valais sous le règne de Claude Ier. Elle est formée de dix insulae (quartiers) dont l'un est occupé par un forum et compte un amphithéâtre, dont les fouilles ont permis de mettre au jour plusieurs statues de bronze, dont une tête de vache de la race d'Hérens,.

## Commerce et économie

### Monnaie et échanges monétaires
Avant même leur réunification à l'Empire romain, plusieurs peuples celtes alignent, à partir de 100 av. J.-C., leur système monétaire sur celui des marchands romains afin de faciliter les échanges avec ceux-ci ; les Helvètes, par exemple, frappent à cette époque une pièce dont la valeur est proche du quinaire romain. Par la suite, les monnaies locales et les pièces impériales de bronze comme le sesterce coexistent avant que la totalité des espèces ne passe sous la responsabilité de Rome dès la fin du Ier siècle.
La monnaie sert aussi à la propagande en diffusant le portrait de l'empereur, des slogans y sont aussi gravés, tels que Paix, Concorde, Liberté, Providence, Espoir et Sécurité.
Le principal problème rencontré reste le manque chronique de petit numéraire. Ce problème est résolu dès le IIe siècle par la décentralisation d'ateliers de production dans les différentes provinces de l'Empire. Sur le territoire de la Suisse actuelle, le camp retranché de Vindoniss frappe la monnaie nécessaire au payement de la solde des soldats.

### Commerce
Si les marchands romains sont déjà en affaires avec les Celtes bien avant l'Empire, celui-ci, grâce à l'amélioration des infrastructures et des conditions mercantiles, va permettre une intensification des échanges commerciaux. Le plateau suisse, à cette époque, va découvrir la culture de produits méditerranéens, tels que le froment, le seigle ou l'avoine, mais également l'olivier, le noyer ou le prunier ou encore les plantes aromatiques que sont l'ail, la sarriette, la coriandre ou l'aneth. La culture de la vigne, déjà existante en Valais, connait également un important développement.
De multiples espaces sont organisés pour les marchés dans les grandes villes ; il peut même s'y trouver divers marchés spécialisés. C’est le forum qui est généralement occupé par le marché, excepté lors des jours de pluie où il se trouve sous la basilique.
Une mezzanine est l’endroit où un affranchi ou un esclave d'un propriétaire dort ; celui-ci s’occupe d’une boutique qui est souvent louée à un habitant d'une domus. Ces boutiques servent non seulement à vendre diverses choses telles des épices, des fruits, de la viande... mais peuvent abriter d'autres activités telles que l'enseignement scolaire ou même les soins réalisés par les dentistes ou les ophtalmologues qui y opèrent des patients.
De nombreuses matières premières, telles que le fer de Gaule méridionale, le cuivre, le bronze, la pâte de verre ou le marbre sont importées, de même que des produits finis tels que les poteries, les tuiles ou la vaisselle à vernis rouge dite « sigillée ». Technologiquement, ce sont le soufflage du verre, la forge d'objets en fer, le développement de la serrurerie et de la lampe à huile, le mortier de chaux et la brique qui s'imposent progressivement dès le début du Ier siècle.
En retour, le bois, le calcaire, la laine, le chanvre ainsi que la poterie locale, le fromage et le bétail sont exportés vers le sud, compensant ainsi quelque peu une balance commerciale globalement négative. En particulier, les nombreux objets décoratifs ou de parure possédés par les riches commerçants locaux vont totalement disparaitre avec le départ des troupes romaines et l'appauvrissement, puis l'arrêt, du flux matériel.
Enfin, le commerce d'esclaves semble avoir été florissant sur le territoire helvète à la fois sous la forme d'importation et d'exportation. Une tablette retrouvée dans un temple au col du Grand-Saint-Bernard atteste ainsi de l'existence d'une section consacrée aux marchands d'esclaves dans la corporation des commerçants transalpins.

### Voies de communication

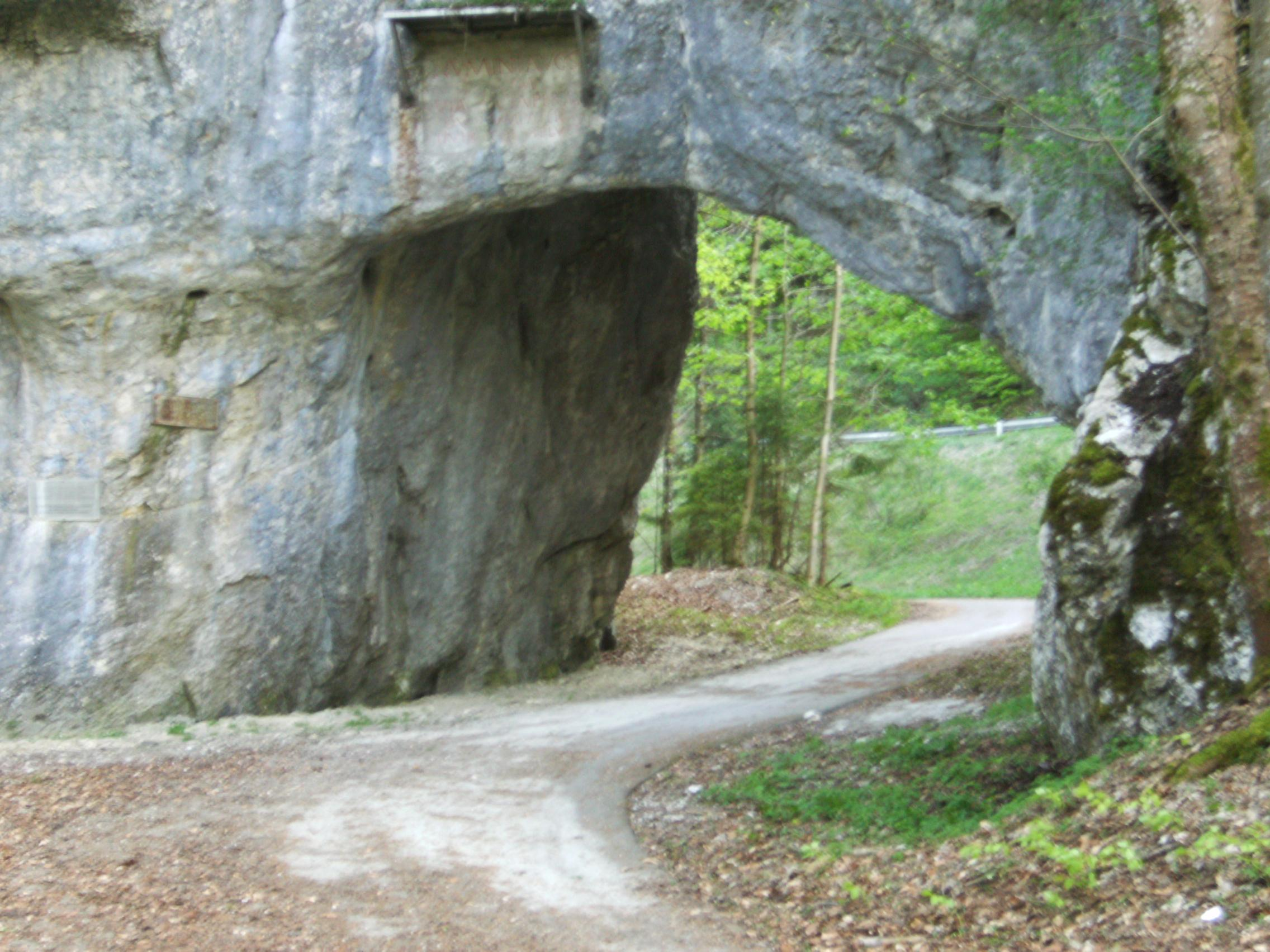
Ancienne voie romaine percée à travers un rocher au col de Pierre Pertuis.

En parallèle avec l'urbanisation, le développement des voies de communication, qui débute dès le Ier siècle av. J.-C., permet à la fois une unification des différentes tribus du pays et l'intégration de celui-ci au reste du monde romain. Deux sources principales permettent de se faire une idée précise de l'étendue du réseau des voies de communication sur l'ensemble du territoire actuel de la Suisse : la Table de Peutinger, carte des routes médiévales rédigée dans la première moitié du Ve siècle et un document intitulé Itinerarium Antonini, probablement rédigé quelques années après l'an 286 et qui indique les distances séparant les différents relais situés sur les routes principales de l'empire.
Selon ces documents, l'Helvétie est traversée par deux axes principaux la Via Francigena qui relie Rome à Cantorbéry en passant par le col du Grand-Saint-Bernard, Saint-Maurice, le long du lac Léman jusqu'à Lausanne, puis le Jura jusqu'à Pontarlier et un autre tracé, plus à l'est, qui traverse les Grisons par Cuira (Coire), ville citée pour la première fois au IIIe siècle dans l'Itinéraire d'Antonin, rejoint le lac de Zurich pour partir sur Augst et continuer vers Strasbourg et Mayence. Une voie intermédiaire, également documentée dans l'Itinéraire d'Antonin et la Table de Peutinger relie Vevey à Augst par Avenches. Elle a été encore parcourue et décrite au milieu du XIIe siècle par Nikulas de Munkathvera dans le Leiðarvísir. La liaison entre ces axes est assurée par une voie transversale partant de Genève qui relie Nyon, Lausanne, Avenches puis Windisch. Le tracé de ces routes, à quelques détails près, sera repris lors de la réalisation du réseau national développé par la Confédération dans la seconde partie du XXe siècle.
Réalisées le plus possible en ligne droite (parfois sur des digues pour traverser les marais) et édifiées sur un fond de pierres sur lequel sont répandus des cailloux et du sable, les grandes routes, d'un écartement standard variant entre 107 et 110 centimètres sont jalonnées tous les 10 ou 15 kilomètres des relais de chevaux pour la poste appelés mutationes et, tous les 30 kilomètres environ, des mansiones, auberges et motels généralement mal famés et proposant le gîte et le repas pour les hommes et les bêtes.
La navigation fluviale et lacustre est également largement développée et contrôlée par des corporations, en particulier sur les lacs Léman, de Morat, auquel Avenches est reliée par un canal, ou de Neuchâtel où trois embarcations (deux chalands et une barque) ont été découverts en bon état, mais également sur le Rhône et la Thièle. La plus grande partie des transports commerciaux est assurée par les voies et plans d'eau.
Pendant la période de domination de l'Empire, les échanges commerciaux sont soumis à plusieurs taxes dont le centesima rerum venalium, impôt d'un centième du prix de vente introduit par Auguste ou au quarantième des Gaules (en latin quadragesima Galliarum), taxe frappant l'ensemble des produits qui entrent sur le territoire de la Gaule  de 2,5 % de sa valeur ; cette taxe est encaissée dans des bureaux de douane situés aux frontières sur les grands axes routiers (on en a retrouvé à Zurich, Genève et Saint-Maurice) par des préposés qui plombent ensuite les marchandises à l'aide de sceaux officiels.

## Société et culture

### Langue et culture
Pendant la période de l'Empire, et contrairement à la Gaule où les dialectes indigènes continuèrent à être utilisés, le latin s'impose comme langue écrite en Helvétie. Tous les textes retrouvés sur le territoire, écrits pour la plupart sur des tablettes enduites de cire sont en effet en latin, prouvant ainsi que la langue s'était répandue non seulement dans l'administration et le commerce, mais aussi dans la vie de tous les jours.
Cette « latinisation » de la population passe également par l'école publique ou privée où les enfants se retrouvent dès 7 ans pour apprendre à lire, à compter et à écrire sous la direction d'un maître d'école appelé magister ludi. À l'âge de 12 ans, les filles et la plupart des garçons cessent leurs études, bien que certains les poursuivent au secondaire, où est enseignée la littérature, puis dès 16 ans, l'art de la rhétorique. Il est possible qu'une académie de médecine ait vu le jour à Aventicum, comme en témoigne une pierre votive érigée en l'honneur des medici et professores qui y auraient enseigné.

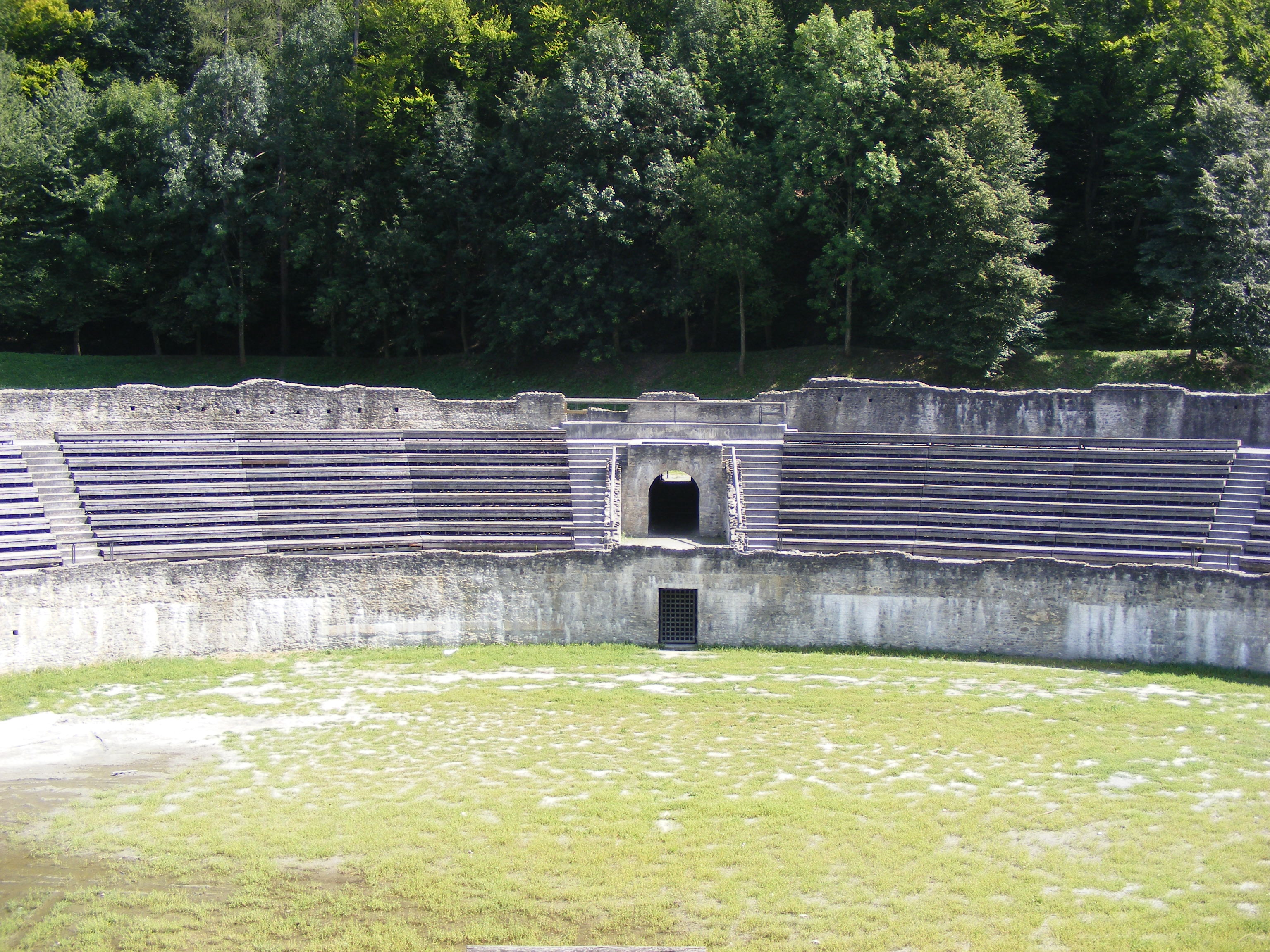
L'amphithéâtre de Martigny.

Pour les adultes et les gens du peuple, la culture romaine est diffusée dans des spectacles donnés dans les différents théâtres et amphithéâtres de la région où sont donnés différents divertissements, tels que les représentations allégoriques ; les combats de chars, de gladiateurs ou entre animaux sont également appréciés. Outre la pratique de jeux de société, les différentes couches de la population se retrouvent et se mélangent dans les thermes romains, en particulier ceux de Nyon, alimentés par un aqueduc amenant l'eau depuis Divonne-les-Bains, ou de Baden ; la mixité n'y est pas encouragée : soit des bâtiments distincts sont dédiés aux hommes et aux femmes, soit la fréquentation se fait en alternance par demi-journée. Les restes d'un orgue en bronze ont été retrouvés à Avenches où il était utilisé au théâtre comme accompagnement avec des trompettes, cors, flûtes, lyres ou harpes.

### Structures politiques
Les Helvètes, comme tous les sujets de l'empire, sont rattachés à une ville ou à un peuple et ont tous l'un des trois statuts qui leur sont réservés, à savoir celui de pérégrin (étranger ou non-citoyen), de droit latin (citoyen civil, mais sans droits politiques) ou de droit romain qui offre entre autres le droit de vote (jus suffragii) ainsi que celui d'accéder à la magistrature (jus Honorum). L'accession aux degrés successifs de la citoyenneté est alors perçu par les populations locales comme un honneur et une récompense ; de fait, un grand nombre d'Helvètes, identifiables par leur triple nom, accédèrent au titre de citoyen romain. Ceux-ci se regroupent au sein de l'association des cives Romani conventus Helvetici (traduit en Union helvétique des citoyens romains) autorisée à élire ses propres dirigeants.
Les trois colonies du territoire (Augst, Avenches et Nyon), sont dirigées par les duoviri, deux magistrats élus à l'année qui sont secondés (et remplacés si besoin est) par des praefecti (préfets), et épaulés d'une assemblée de 100 membres choisis tous les cinq ans, qui correspond au Sénat romain. Augst et Avenches, en tant que colonies, sont également des chefs-lieux des civitates (peuples non romains) rauraques et helvètes ; dans les deux cas, le pouvoir des duoviri s'étend à l'ensemble de la population de la civitate. La Civitas Vallensium valaisanne, quant à elle, est mise au bénéfice du droit latin, ce qui permet aux habitants exerçant une magistrature, ainsi que leurs familles et descendants directs, de devenir automatiquement citoyens romains. La partie de la province de Raetia qui se trouve sur le territoire actuel de la Suisse, quant à elle, est sous le contrôle de civitate des Caluconi dont le siège se trouve à Curia (actuelle Coire).
À l'intérieur des civitates, les villages disposent d'une certaine autonomie administrative tout en restant soumis à l'autorité de la capitale. Ils sont administrés par une assemblée locale et deux ou quatre magistrats, élus pour une année.

### Religion

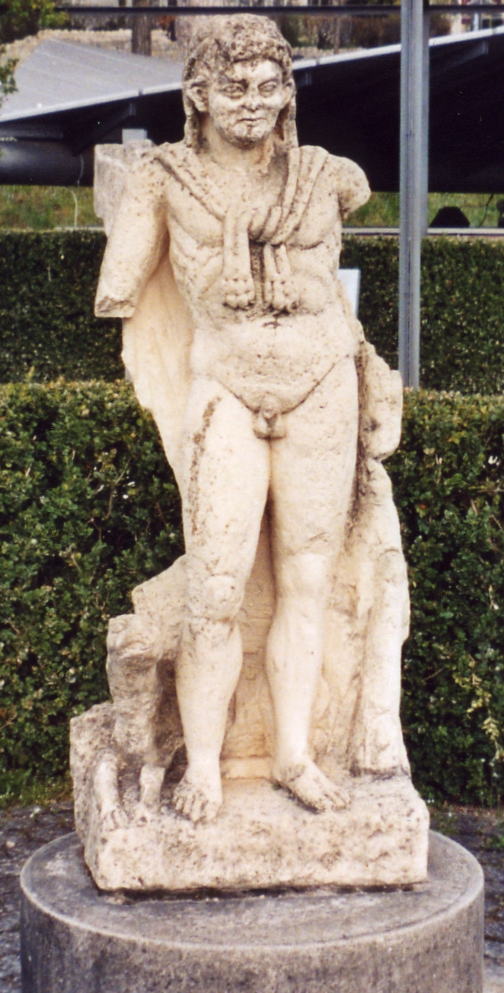
Statue d'Hercule d'Augusta Raurica.

Pendant la période romaine, la Suisse connaît successivement plusieurs mutations religieuses, passant du paganisme celte aux dieux romains et au culte impérial avant de se convertir, au cours du IVe siècle, au christianisme.
Comme pour la plupart des tribus celtes, le panthéon des Helvètes nous est mal connu. La religion des druides repose sur une transmission des connaissances et rites uniquement orale, peu de témoignages, si ce n'est ceux d'explorateurs romains, ne nous sont parvenus. Parmi les déités locales, on trouve la mention de Dea Geneva dans la région de Genève ou Dea Artio (la déesse des ours) vénérée près de Berne.
L'insertion de la région dans l'empire romain et la progressive romanisation entraîne la substitution des dieux du panthéon romain aux dieux locaux sans effacer toutefois toutes les traces de la religion indigène. L'un des effets les plus visibles sera le double nom porté par les dieux, tel que Mars Caturix, dieu celte de la guerre assimilé au dieu romain ou Jupiter Poeninus, le protecteur du col du Grand-Saint Bernard. On peut voir là une pratique semblable à celle que Jules César appelle l’interpretatio romana, à savoir l'appellation des dieux celtes par le nom de leurs correspondants romains : ainsi, Mercure remplace Lug et Apollon prend la place de Belenos. Comme le reste de l'Empire, l'Helvétie romaine pratique le culte impérial, comme en témoigne la présence, au centre du forum de Nyon, d'un temple dédié au culte de l'empereur.
Le christianisme, officiellement toléré dans l'Empire romain par la publication de l'Édit de Milan par Constantin en 313, se répand rapidement dans le pays en suivant les axes de communication. La première inscription chrétienne, retrouvée à Sion, date en effet de l'an 377 et comporte un christogramme. Par la suite, après la promulgation par l'empereur Théodose du christianisme comme religion d'État le 24 février 391, la présence d'évêques est certifiée à Genève, Martigny et Kaiseraugst (Bâle), les diocèses se constituant naturellement en suivant les frontières des anciennes civitates tout en en changeant la cité hôte : ainsi, le diocèse de Martigny deviendra celui de Sion, celui d'Avenches le diocèse de Lausanne, Augst cèdera sa place au diocèse de Bâle et enfin Nyon deviendra le diocèse de Genève (qui se regroupera avec celui de Lausanne après la Réforme protestante). Parmi les légendes de l'époque du début du christianisme, celle du massacre de la légion thébaine est encore vivace dans le pays ; cette légion, composée d'officiers et de soldats originaires de la ville de Thèbes en Égypte aurait été massacrée pour la piété chrétienne de ses soldats : un homme sur dix, dont le commandant saint Maurice, aurait été exécuté et les survivants dont en particulier saint Victor, se seraient dispersés sur l'ensemble du plateau, allant fonder certaines des grands abbayes du Haut Moyen Âge.

### Mode et hygiène

#### Vêtements
La manière de s'habiller permet d'identifier la provenance géographique, la condition de vie et le statut juridique. Les hommes s'habillent d'une ample tunique gauloise (tunica) possédant des manches fendues à l'encolure. Descendant sous le genou, voire à mi-mollet, elle est plus courte que celle portée par les femmes, appelée stola. Chez les enfants, les garçons portent également des tuniques plus courtes que les filles, ornées de pompons et de fourrures. Les femmes portent des sous-vêtements fixés avec une fibule. Leur soutien-gorge est constitué d'une bande de tissu serrée autour de la poitrine. Les hommes et les femmes en utilisent aussi comme slip.

#### Hygiène
L'hygiène a une place importante dans la vie des Gallo-romains qui vont régulièrement aux thermes. Certains domaines ruraux ou maisons de riches possèdent des bains privés. À la campagne, la toilette quotidienne se fait avec un seau, ou un autre récipient, et une éponge. Ils se servent d'objets que nous utilisons encore aujourd'hui: le savon, la spatule, le cure-dent, le cure-oreille, la pince à épiler et le miroir.
Le dentifrice est parfois utilisé, sans brosse à dents mais avec le doigt. Il est fabriqué avec de la cendre de rat, du miel et des racines de fenouil ou avec l'urine de jeune garçon mêlée à de la pierre ponce pilée.

#### Coiffure, maquillage et bijoux
Les coiffures féminines et masculines sont variées. Les hommes ont les cheveux très courts, à la mode romaine alors que la mode gauloise permet des cheveux un peu plus longs. Pour les femmes, la coiffure dépend du rang social : plus le statut est élevé, plus la coiffure est compliquée. Dans les classes moyennes, on imite la mode lancée par la cour impériale romaine avec toutefois un décalage chronologique en raison de la distance qui sépare Rome et la Suisse gallo-romaine. Les femmes coiffent leur longue chevelure de différentes façons : en chignon, en nattes, ou en rouleau. Elles utilisent des épingles à cheveux en os ou en métal, des peignes taillés en os ou en bois, des perruques et des nattes postiches. Elles se servent parfois de teintures pour masquer leurs cheveux blancs. Les petites filles ont également les cheveux longs mais des coiffures simples, les garçons peuvent avoir les cheveux longs seulement dans la petite enfance.
Le rasage se fait grâce à une lame en acier, la barbe est égalisée avec une petite force en fer (équivalent des ciseaux d'aujourd'hui). Si la majorité de la population garde moustache et barbe comme le démontre le nombre élevé de représentations d'hommes barbus, certains préfèrent se raser.
Le maquillage et le parfum sont plus fréquents chez les riches à cause de leur prix élevé. La mode est au teint très pâle, voire blanc. L'utilisation des craies et des onguents permet cette teinte du visage. Les femmes se font les lèvres rouges à l'aide de vermillon, elles se noircissent les sourcils et se peignent les paupières de différentes couleurs, (exemple: le fard à paupière jaune se fait avec du safran). Les parfums les plus coûteux viennent d'Asie ou d'Arabie et seule une infime partie des femmes en possèdent. Les parfums les plus accessibles sont faits à base de plantes courantes (iris, marjolaine et citronnelle).
Les Helvètes portent différentes sortes de bijoux : la chevalière est réservée aux hommes, les femmes et les filles portent des boucles d'oreilles. Il y a aussi d'autres bijoux : les bagues (certaines servent également de clé pour les coffrets personnels), les bracelets, les colliers, les diadèmes, etc. Contrairement à aujourd'hui, les femmes mettent leurs bagues jusqu'à la seconde phalange et non pas jusqu'à la base du doigt. Certains bijoux permettent d'identifier la profession de leur porteur, tels que les militaires, qui portent des bagues et des fibules typiques.

### Alimentation
Grâce à la progression de la romanisation, les centres urbains changent peu à peu leur manière de préparer les mets. Notamment, l'introduction de l'huile d'olive et les sauces pour poissons influence la cuisine gallo-romaine. Ils utilisent des gobelets, des couteaux, des cuillères, des assiettes mais ne connaissent pas les fourchettes. Les mets sont servis dans des plats. Les sauces sont servies à part, dans des sortes de tasses.
Alors que les plus pauvres se contentent de pain et de bouillie sans accès à la viande, les plus aisés prennent trois repas par  jour, comme les Romains : à l'aube, on prend le petit déjeuner, jentaculum, qui est composé de pain, de fromage, de fruits et d'olives. En fin de matinée, se prend le prandium, dont la nourriture est la même qu'au repas précédent. Avant le coucher du soleil, il y a le repas du soir, cena, où l'on mange d'abord quelques hors-d'œuvre, puis plusieurs plats au choix, et finalement des desserts.
Des marchands ambulants vendent de la nourriture aux passants, et l'on achète le pain dans des boulangeries. Il est possible aussi dans les villes de boire des boissons chaudes, la plupart du temps du vin épicé, d'emporter ou de consommer sur place quelques plats. Ces petites échoppes sont appelées thermapolia. On ne peut vendre que des légumes dans les auberges.

### Divertissements

#### Théâtres et amphithéâtres
En Helvétie, comme à Rome, on adore se faire plaisir. Il y a une grande concurrence entre les théâtres et les amphithéâtres. Beaucoup de visiteurs viennent voir des pantomimes, des ballets et des représentations allégoriques. Au IIIe siècle, le nouvel amphithéâtre d'Augusta Raurica, le théâtre-arène et le champ légionnaire de Vindonissa présentent des combats de gladiateurs, ainsi que d'autres jeux guerriers.
Les combats de taureaux et d'ours sont très fréquents dans les amphithéâtres. Les mises à mort sont souvent pratiquées dans les amphithéâtres et les prisonniers deviennent ainsi les principaux acteurs de ces spectacles. Lors des représentations de pièces de théâtre, les musiciens jouent de la musique pour accompagner la pièce. Certains habitants de la Suisse gallo-romaine sont privés de cirque ; ne pouvant assister aux courses de chars dans leur village, ils sont contraints pour y assister de se déplacer à Lugudunum (Lyon), à Vienna (Vienne) ou à Treverorum (Trèves).